# Royalton (Minnesota)
Royalton es una ciudad ubicada en el condado de Morrison en el estado estadounidense de Minnesota. En el censo de 2010 tenía una población de 1242 habitantes y una densidad poblacional de 241,34 personas por km².

## Geografía
Royalton se encuentra ubicada en las coordenadas 45°49′49″N 94°17′34″O / 45.83028, -94.29278. Según la Oficina del Censo de los Estados Unidos, Royalton tiene una superficie total de 5.15 km², de la cual 5.15 km² corresponden a tierra firme y (0%) 0 km² es agua.

## Demografía
Según el censo de 2010, había 1242 personas residiendo en Royalton. La densidad de población era de 241,34 hab./km². De los 1242 habitantes, Royalton estaba compuesto por el 98.95% blancos, el 0% eran afroamericanos, el 0% eran amerindios, el 0.4% eran asiáticos, el 0% eran isleños del Pacífico, el 0% eran de otras razas y el 0.64% pertenecían a dos o más razas. Del total de la población el 0.89% eran hispanos o latinos de cualquier raza.